# Charles Bartlett
Charles Henry Bartlett (Southwark, 6 februari 1885 - Enfield, 30 november 1968) was een Brits wielrenner.
Bartlett werd in 1908 olympisch kampioen op de 100 kilometer.

## kampioenschappen
| Jaar | WK | Olympische Zomerspelen |
| ---- | -- | ---------------------- |
| 1908 |    | 100 km                 |